# Porcellio wagneri
Porcellio wagneri is een pissebed uit de familie Porcellionidae. De wetenschappelijke naam van de soort is voor het eerst geldig gepubliceerd in 1841 door Brandt.